# Tim Tetrick
Timothy A. "Tim" Tetrick, född 22 november 1981 i Flora, Illinois, är en amerikansk travkusk. Tetrick är en av USA:s mest framgångsrika travkuskar, och har tagit över 8 000 segrar. Han är bosatt i Runnemede, New Jersey, och har Meadowlands Racetrack som hemmabana.

## Biografi
Tetrick började att köra hästar redan i unga år och den 27 november 2007 slog han rekord i flest antal segrar under ett enda år (1 077 st). Totalt vann Tetrick 1 188 lopp det året.
Tetrick vann 2012 års upplaga av Hambletonian Stakes med hästen Market Share, tränad av Linda Toscano. Han har även vunnit motsvarigheten för ston, Hambletonian Oaks två gånger (2007, 2010).
I mars 2014 blev han den yngsta personen någonsin att nå 8 000 segrar. Tetrick har blivit framröstad till Årets kusk 2007, 2008, 2012 och 2013.
I december 2008 genomgick Tetrick en höftoperation, på grund av ett medfött problem, men var tillbaka och tävlade redan i slutet av januari 2009.
Tetricks färger är grönt och guld, och han känns lätt igen på banan tack vare hans sulkys gula hjul.

### I Sverige
Tetrick deltog i 2009 års upplaga av Elitloppet på Solvalla, tillsammans med hästen Buck I St Pat tränad av Ron Burke. I försöksheatet slutade ekipaget oplacerat och tog sig därmed inte vidare till final.